# Ђано дел'Умбрија
Ђано дел'Умбрија (итал. Giano dell'Umbria) је насеље у Италији у округу Перуђа, региону Умбрија.
Према процени из 2011. у насељу је живело 3383 становника. Насеље се налази на надморској висини од 531 м.

## Становништво
| 1936. | 1951. | 1961. | 1971. | 1981. | 1991. | 2001. | 2011. |
| ----- | ----- | ----- | ----- | ----- | ----- | ----- | ----- |
| 3.400 | 3.970 | 3.206 | 3.010 | 3.130 | 3.190 | 3.383 | 3.816 |